# Майер, Рудольф
Рудольф Майер (чеш. Rudolf Mayer; 1837—1865) — чешский поэт.
Родился в семье владельца корчмы. Изучал право в Пражском университете. Скончался от чахотки.
Автор сравнительно небольшого числа произведений. Первый сборник стихотворений Майера был издан уже после его смерти, в 1873 году. Наряду с Вацлавом Шольцем считается представителем левого крыла «маевцев». Отмечается влияние на поэзию Майера Дж. Байрона и Т. Шевченко.
По утверждению ЭСБЕ, такие стихотворения, как «Ночные сонеты», «Песни бури», «Вечность» и «Полдневный покой» обеспечивают Майеру место в истории чешской литературы.